# Борові ділянки (заказник)
Борові ділянки — ландшафтний заказник місцевого значення в Україні. Розташований на теренах Комарівської сільської ради Макарівського району Київської області, в межах Комарівського лісництва ДП «Макарівське лісове гсподарство», квартал 72, виділи 11, 20, 28, 29, 31, квартал 74, виділи 1-4. 
Площа 56 га. Заказний створено відповідно рішенням 16 сесії 21 скликання Київської обласної ради № 30 від  10 березня 1994 року. 
Ландшафтний заказник розташований у долині малої річки Гуски, гідрологічної системи річки Тетерів. 
На вирівняних плакорних ділянках розміщується угруповання сосново-дубового лісу. На схилі річки зростає грабово-дубовий ліс, на зволожених ділянках вздовж русла розміщуються чорновільшанники, вікові дерева дуба. Сосни мають висоту до 30 м. Зростають лілія лісова, гніздівка звичайна – види, занесені до Червоної книги України.